# Kamil Fila
Kamil Fila (* 28. června 1980 Znojmo) je český filmový recenzent, kritik a pedagog.

## Život
Vystudoval teorii a dějiny filmu a audiovizuální kultury na Filozofické fakultě Masarykovy univerzity (FF MU) v Brně. Začínal na přelomu století v internetových časopisech Inzine.cz, Filmpub.cz, Filmweb.cz, Moviezone.cz a papírových časopisech Živel, Tamto a Metropolis. V letech 2003 až 2008 byl externistou měsíčníku Cinema; v rozmezí let 2005 a 2010 byl redaktorem dvouměsíčníku Cinepur. Mezi 2008 a 2012 působil jako stálý recenzent na serveru Aktuálně.cz, poté získal místo redaktora kulturní rubriky v týdeníku Respekt, kam psal čtyři roky. V únoru 2016 spustil vlastní web zaměřený na filmovou i televizní tvorbu a nová média s názvem Ještě větší kritik, než jsme doufali. Od roku 2020 je Kamil Fila šéfredaktorem filmového webu Kinobox.
V roce 2006 napsal stostránkový doplněk ke knize Roberta Fischera David Lynch: Temné stránky duše (nakladatelství JOTA), kde popsal tvůrčí dráhu slavného režiséra od roku 1995 do roku 2006. Podílel se na obou dílech knihy Kmeny (nakladatelství Bigg Boss), věnovaných městským subkulturám; roku 2013 získal cenu Novinářská křepelka; roku 2018 byl oceněn titulem Genderman roku za svou „dlouhodobou snahu o demýtizaci feminismu“. Působil také jako filmový pedagog na Vyšší odborné škole publicistiky, FF MU či FAMU.
Sám Fila sám označuje svůj publicistický styl za „literární stylizaci, která je kontrolovaná“. Lidové noviny označily Filu jako „ostrého kritika“ poté, co se v lednu 2014 dostal do sporu s režisérem Filipem Renčem (následná Renčova reakce měla ráz vulgárních slovních útoků). Na různých diskusních serverech a databázích vystupuje pod přezdívkou Tetsuo, jež pochází z jeho oblíbeného japonského kyberpunkového filmu.
Je hlavním protagonistou dokumentárního filmu Martina Marečka Síla z roku 2021.
| „       | Snažím se vypěstovat si maximální citlivost vůči jakémukoli filmu, méně už si pěstuju citlivost k lidem, kteří se neobtěžují být citliví k filmům. | “ |
| — motto | |   |